# Migliori prestazioni europee nei 1000 metri piani
La lista delle migliori prestazioni europee nei 1000 metri piani, aggiornata periodicamente dalla World Athletics, raccoglie i migliori risultati di tutti i tempi degli atleti europei nella specialità dei 1000 metri piani.

## Maschili outdoor

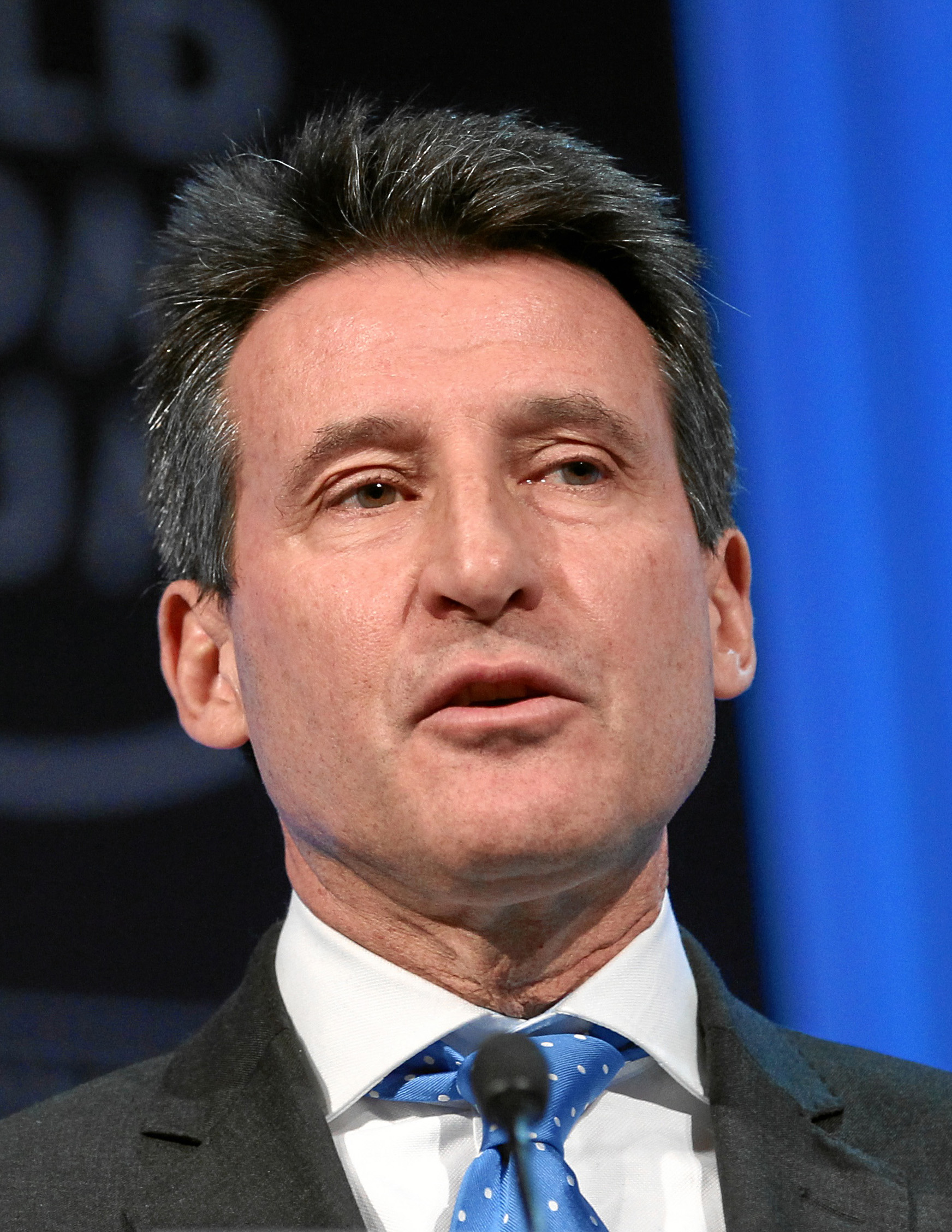
Sebastian Coe, detentore del record europeo dei 1000 m

Statistiche aggiornate al 7 giugno 2022.
|     | Tempo   | Atleta              | Luogo      | Data           |
| --- | ------- | ------------------- | ---------- | -------------- |
| 1.  | 2'12"18 | Sebastian Coe       | Oslo       | 11 luglio 1981 |
| 2.  | 2'12"88 | Steve Cram          | Gateshead  | 9 agosto 1985  |
| 3.  | 2'13"96 | Mehdi Baala         | Strasburgo | 26 giugno 2003 |
| 4.  | 2'14"30 | Marcin Lewandowski  | Losanna    | 25 agosto 2016 |
| 5.  | 2'14"53 | Willi Wülbeck       | Oslo       | 1º luglio 1980 |
| 6.  | 2'15"05 | Marko Koers         | Nizza      | 16 luglio 1997 |
| 7.  | 2'15"08 | İlham Tanui Özbilen | Ostrava    | 17 giugno 2014 |
| 8.  | 2'15"23 | Rob Druppers        | Utrecht    | 17 agosto 1985 |
| 9.  | 2'15"25 | Andreas Busse       | Berlino    | 31 luglio 1983 |
| 10. | 2'15"26 | Driss Maazouzi      | Nizza      | 17 luglio 1999 |

## Femminili outdoor
Statistiche aggiornate al 7 giugno 2022.
|     | Tempo    | Atleta                 | Luogo                | Data              |
| --- | -------- | ---------------------- | -------------------- | ----------------- |
| 1.  | 2'28"98  | Svetlana Masterkova    | Bruxelles            | 23 agosto 1996    |
| 2.  | 2'30"6 m | Tat'jana Providochina  | Podol'sk             | 20 agosto 1978    |
| 3.  | 2'30"67  | Christine Wachtel      | Berlino              | 17 agosto 1990    |
| 4.  | 2'30"82  | Laura Muir             | Monaco               | 14 agosto 2020    |
| 5.  | 2'30"85  | Martina Kämpfert-Steuk | Berlino              | 9 luglio 1980     |
| 6.  | 2'31"06  | Ciara Mageean          | Monaco               | 14 agosto 2020    |
| 7.  | 2'31"11  | Jemma Reekie           | Monaco               | 14 agosto 2020    |
| 8.  | 2'31"5 m | Maricica Puică         | Poiana Brașov        | 1º giugno 1986    |
| 9.  | 2'31"50  | Natalya Artyomova      | Berlino              | 10 settembre 1991 |
| 10. | 2'31"51  | Sandra Gasser          | Jerez de la Frontera | 13 settembre 1989 |

## Maschili indoor

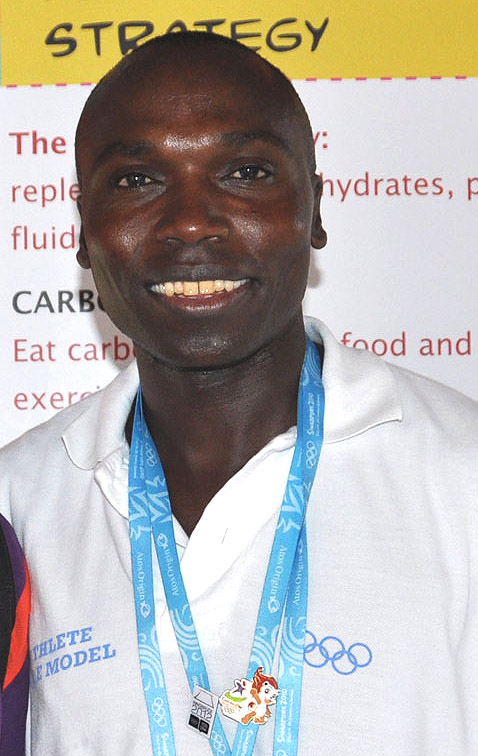
Wilson Kipketer, detentore del record europeo dei 1000 m indoor

Statistiche aggiornate al 7 giugno 2022.
|     | Tempo    | Atleta              | Luogo        | Data             |
| --- | -------- | ------------------- | ------------ | ---------------- |
| 1.  | 2'14"96  | Wilson Kipketer     | Birmingham   | 20 febbraio 2000 |
| 2.  | 2'15"96  | İlham Tanui Özbilen | Istanbul     | 20 febbraio 2014 |
| 3.  | 2'16"4 m | Rob Druppers        | L'Aia        | 20 febbraio 1988 |
| 4.  | 2'17"01  | Mehdi Baala         | Karlsruhe    | 13 febbraio 2005 |
| 5.  | 2'17"02  | Thijmen Kupers      | Stoccolma    | 17 febbraio 2016 |
| 6.  | 2'17"09  | Jens-Peter Herold   | Berlino      | 5 febbraio 1993  |
| 7.  | 2'17"10  | Jurij Borzakovskij  | Mosca        | 1º febbraio 2009 |
| 8.  | 2'17"16  | Viktor Čudinovskij  | Ekaterinburg | 7 gennaio 2009   |
| 9.  | 2'17"20  | Charlie Grice       | New York     | 13 febbraio 2021 |
| 10. | 2'17"36  | Rui Silva           | Gand         | 23 febbraio 2001 |

## Femminili indoor

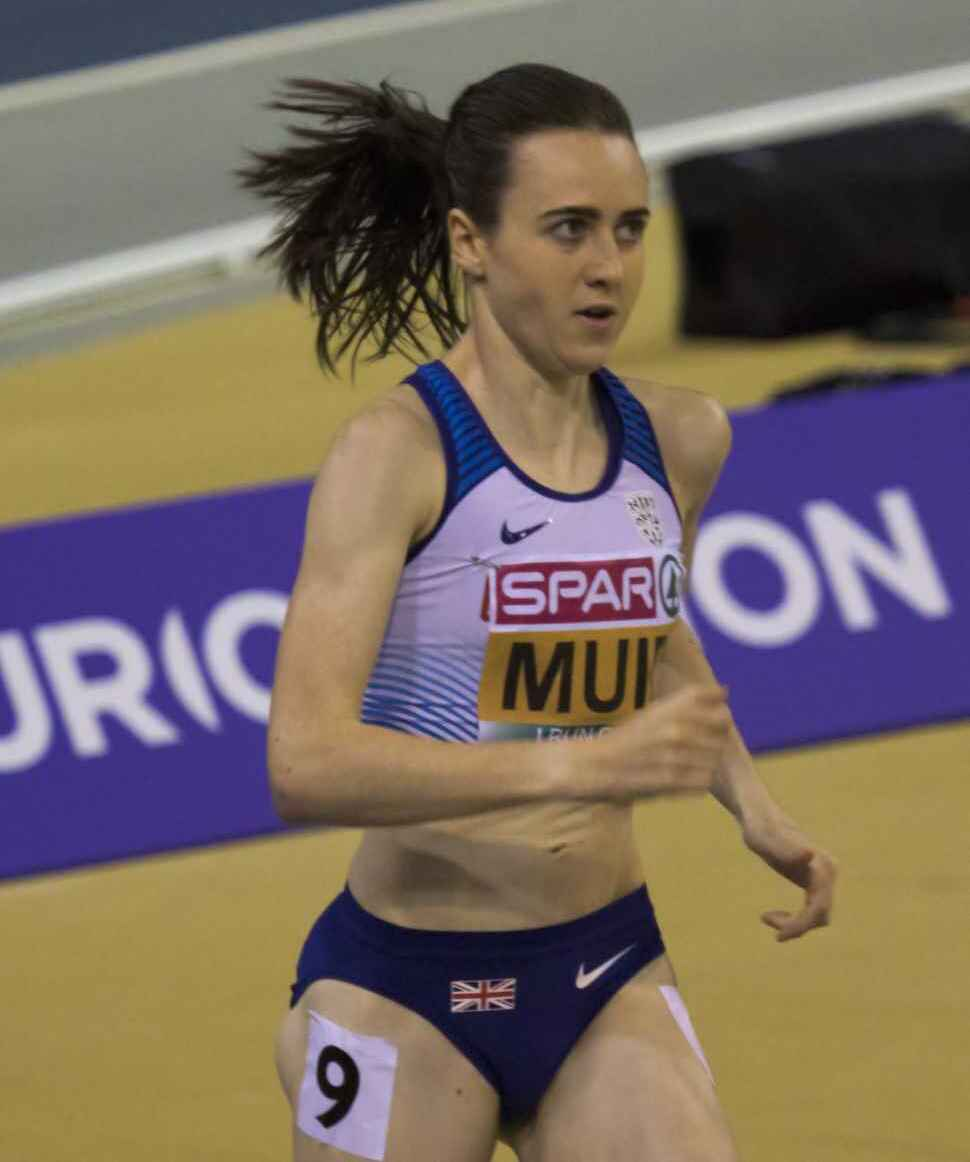
Laura Muir, primatista europea indoor della specialità

Statistiche aggiornate al 7 giugno 2022.
|     | Tempo   | Atleta             | Luogo      | Data             |
| --- | ------- | ------------------ | ---------- | ---------------- |
| 1.  | 2'31"93 | Laura Muir         | Birmingham | 18 febbraio 2017 |
| 2.  | 2'32"16 | Julija Fomenko     | Mosca      | 25 gennaio 2006  |
| 3.  | 2'32"21 | Oksana Zbrožek     | Mosca      | 28 gennaio 2007  |
| 4.  | 2'32"40 | Elena Soboleva     | Mosca      | 25 gennaio 2006  |
| 5.  | 2'32"91 | Elena Kanales      | Mosca      | 25 gennaio 2006  |
| 6.  | 2'32"96 | Kelly Holmes       | Birmingham | 20 febbraio 2004 |
| 7.  | 2'33"93 | Inna Jevsejeva     | Mosca      | 7 febbraio 1992  |
| 8.  | 2'34"30 | Anna Al'minova     | Mosca      | 1º febbraio 2009 |
| 9.  | 2'34"56 | Marija Savinova    | Mosca      | 1º febbraio 2009 |
| 10. | 2'34"67 | Lilija Nurutdinova | Mosca      | 1º febbraio 1992 |